# Сурано
Сурано (итал. Surano) — коммуна в Италии, располагается в регионе Апулия, в провинции Лечче.
Население составляет 1730 человек (2008 г.), плотность населения составляет 224 чел./км². Занимает площадь 8,85 км². Почтовый индекс — 73030. Телефонный код — 0836.
Покровителями коммуны почитаются святые Отрантские мученики e San Rocco. В коммуне с 14 по 16 августа особо празднуется Успение Пресвятой Богородицы.

## Демография
Динамика населения:

## Администрация коммуны
- Официальный сайт: